# Rod Cless
Rod Roderick Cless (Lenox, 20 maggio 1907 – New York, 8 dicembre 1944) è stato un clarinettista, sassofonista jazz statunitense.

## Biografia
È forse più noto per il suo lavoro su sedici brani di Muggsy Spanier per la Bluebird Records. Inoltre, Cless ha lavorato con altri artisti come Frank Teschemacher, Gene Krupa, Art Hodes, Bobby Hackett, Max Kaminsky e Mezz Mezzrow

## Morte
Tornando a casa dall'ultima notte di un lavoro al Pied Piper, dove suonava insieme al suo amico Max Kaminsky, nel dicembre 1944, Cless cadde dal balcone del suo appartamento e morì quattro giorni dopo all'età di 37 anni.

## Discografia selezionata

### Con Art Hodes
- Sittin' In (Blue Note)
- The Funky Piano Of Art Hodes (Blue Note)
- Art Hodes And His Chicagoans, The Best In 2 Beat (Blue Note)
- The Complete Art Hodes Blue Note Sessions (Blue Note)

### Con Muggsy Spanier
- Relaxin' at the Touro (Bluebird)
- At the Jazz Band Ball:Chicago/New York Dixieland (Bluebird)
- The Great 16!, (originally recorded on Bluebird and reissued by RCA Victor Jazz Classics)[6]

### Con il Rod Cless Quartet
- "Froggy Moore" b/w "Have You Ever Felt That Way" - Black & White Records 29 A (BW 33)/29 B (BW 36)